# Poljanak
Poljanak falu Horvátországban Lika-Zengg megyében. Közigazgatásilag Plitvička Jezerához tartozik.

## Fekvése
Otocsántól légvonalban 29 km-re, közúton 57 km-re keletre, községközpontjától Korenicától légvonalban 22 km-re közúton 29 km-re északnyugatra, a Plitvicei-tavak Nemzeti Park északi határán fekszik.

## Története
A falunak 1900-ban 129, 1910-ben 116 lakosa volt. A trianoni békeszerződés előtt Lika-Korbava vármegye Korenicai járásához tartozott. Ezt követően előbb a Szerb-Horvát-Szlovén Királyság, majd Jugoszlávia része lett. 1991-ben lakosságának 91 százaléka horvát volt, akik a drežniki plébániához tartoztak. 1991-ben a független Horvátország része lett, de a közeli falvak szerb lakossága még az évben Krajinai Szerb Köztársasághoz csatlakozott. Ez év októberében és novemberében a falut megtámadó szerbek több helyi lakost gyilkoltak meg, többségüket november 7-én egy házba terelve a házat rájuk gyújtva. A falut is teljesen lerombolták. A horvát hadsereg 1995. augusztus 6-án a Vihar hadművelet keretében foglalta vissza a község területét. A házak nagy részét újjáépítették. 2011-ben 97 lakosa volt.

## Lakosság
| Lakosság változása | Lakosság változása | Lakosság változása | Lakosság változása | Lakosság változása | Lakosság változása | Lakosság változása | Lakosság változása | Lakosság változása | Lakosság változása | Lakosság változása | Lakosság változása | Lakosság változása | Lakosság változása | Lakosság változása | Lakosság változása |
| ------------------ | ------------------ | ------------------ | ------------------ | ------------------ | ------------------ | ------------------ | ------------------ | ------------------ | ------------------ | ------------------ | ------------------ | ------------------ | ------------------ | ------------------ | ------------------ |
| 1857               | 1869               | 1880               | 1890               | 1900               | 1910               | 1921               | 1931               | 1948               | 1953               | 1961               | 1971               | 1981               | 1991               | 2001               | 2011               |
| 0                  | 0                  | 0                  | 0                  | 129                | 115                | 116                | 193                | 217                | 229                | 201                | 186                | 209                | 160                | 67                 | 97                 |